# حوتر بن سلیمان
حوتر بن سلیمان یا حوتر بن شلومو که به نام‌های الدماری یا گاهی القمری و نیز المنصور شناخته شده‌است، حکیم، فیلسوف و دانشمند یهودی اهل یمن بوده‌است که از آثار نخستین نتانیاپیل بن الفیومی، یهودا هلوی، ابراهیم بن عزرا موسی بن میمون، سعادیا گایون و محمد غزالی بسیار تاثیر پذیرفته است. او همچنین اغلب از متون و نوشته‌های فلسفی دانشمندان مسلمان عربی و ایرانی نقل‌قول می‌کند.
او آثار مختلفی نوشته است که شامل تفسیر تورات، تفسیر آثار ابن میمون، تفسیر میشنا، دو مجموعه پرسش و پاسخ در موضوعات فلسفی و شرح اصول (در تبیین اصول سیزده‌گانه ابن میمون) می‌باشد.
او همچنین به دین تشیع در اسلام و به ویژه اسماعیلیه توجه داشته است و چندان که از نوشته‌هایش برمی‌آید دانشنامه اخوان الصفا را به دقت مطالعه کرده بوده‌است. از این روی برخی او را به اسماعیلیه یهودی نسبت داده‌اند.